# Supercoppa croata 2017 (pallavolo femminile)
La Supercoppa croata 2017 si è svolta il 20 ottobre 2017: al torneo hanno partecipato due squadre di club croate e la vittoria finale è andata per la seconda volta consecutiva all'Odbojkaški Klub Marina Kaštela.

## Regolamento
Le squadre hanno disputato una gara unica.

## Squadre partecipanti
| Squadra        | Qualificazione                                       | Ultima partecipazione |
| -------------- | ---------------------------------------------------- | --------------------- |
| Marina Kaštela | Vincitrice Superliga 2016-2017/Coppa di Croazia 2016 | 2016                  |
| Osijek         | Finalista Coppa di Croazia 2016                      | Debutto               |

## Torneo
| 20 ottobre 2017 Sportska Dvorana Kaštela, Castelvecchio Durata: 1h:10 - Spettatori: ? | Marina Kaštela | 3 - 0 | Osijek | 25-12, 25-19, 25-18 |